# Дуга (часопис)
Дуга је био први илустровани лист покренут у СФРЈ. Излазио је, са прекидом, од 1945. до 2003. године. Када је покренут 1945. издавало га је Штампарско предузеће Народног фронта Србије, да би се 1953. основало Новинско-издавачко предузеће „Дуга”. Лист је угашен 1967. Године 1974. покренута је илустрована ревија са истим именом, која је прерасла у високотиражни југословенски и српски недељник и излазила је до 2003. године. Ову нову ревију издавала је издавачка кућа БИГЗ (Београдски издавачко графички завод).
Дуга из 1974. наследник је послератног листа. Тако је издање од 1. октобра 1994. нумерисано бројем 537, који је пратио нумерацију од броја 1 (из 1974. године), док наредно издање, од 15. октобра 1994, прати нумерацију из 1945. и нумерисано је бројем 1600.

## ПослератнаДуга(1945 — 1967)
Први број Дуге изашао је 22. јула 1945. године и био је то први илустровани лист који је покренут у послератној Југославији. Педесетих година излазио је са насловом Дуга недељом, а наслов Дуга враћен је 1962. У различитим периодима излазила је са поднасловима „Недељни илустровани лист”, „Свет и догађаји виђени нашим очима”„” и „Најстарији југословенски илустровани лист”. Главни и одговорни уредници су били:
- Танасије Младеновић (од броја 1, 1945)
- Милорад Панић – Суреп (од броја 25, 1946)
- Боривоје Глишић (од броја 63, 1946)
- Томан Брајовић (од броја 166, 1948)
- Љубиша Манојловић (од броја 269, 1954)
- Душан Грбић (од броја 325, 1952)
- Владимир Паскаљевић (од броја 332, 1952)[1]

Током прве 22 године излажења у Дуги су највише објављивани текстови о филму, културним дешавањима у Југославији, репортаже, фељтони и хронике. У листу се представљају југословенски уметници и њихова дела, а на крају је био и додатак за најмлађе, енигматика и рекламе. У последњим годинама излажења тема је углавном остала филм и све у вези њега. Један од главних уредника у првој години излажења био је и Милорад Панић-Суреп, књижевник, новинар, један од покретача идеје оснивања Модерне галерије (данас Музеј савремене уметности). Последњи је био првомајски број 1072, који је изашао 30. априла 1967. године.

### НИП „Дуга”
Године 1953. оснива се Новинско-издавачко предузеће „Дуга”. Осим листа Дуга, у издању НИП „Дуга” покренути су и други популарни часописи, какав је био Практична жена (покренут 1956), први модерни илустровани женски часопис у Србији у 20. веку, стрип издања Дугин магазин и Робинзон (оба покренута 1953), или еротски часопис Ева и Адам (покренут 1968). Августа 1974. године НИП „Дуга” припојено је БИГЗ-у.

## НоваДуга(1974 — 2003)
Почетком 70-их покренут је еротски часопис Ева и Адам, који је основао Александар Бадањак. Излазио је као додатак листа Фељтон од 1968. до 1974. године, а издавала га је новинска кућа „Дуга”. Часопис је био популаран у свим деловима бивше Југославије, нарочито у Словенији и продавао се у тиражу од око 270.000 примерака. Године 1974. Градски комитет савеза комуниста града Београда донео је закључак да часопис квари омладину и наложио новинској кући да га угаси по кратком поступку. Како би се сачувао тако велики број читалаца, руководство је одлучило да часопис Ева и Адам трансформише у часопис Дуга. То је била добра прилика да се обнови послератна Дуга, који ће доносити теме из културе и политике. Обнављањем Дуге успели су да сачувају око 90.000 читалаца.

### Меморандум САНУ
У СФРЈ и СР Србији 1986. године велику аферу изазвала је једна полицијска узурпација: из просторија Српске академије наука и уметности изнет је радни примерак недовршеног списа о стању у земљи после Титове смрти и објављен у ,,Вечерњим новостима". О овом документу се дискутовало по дневној штампи, телевизији, радију, као и на седницама СКЈ у наредних неколико месеци, осуђујући документ као израз ,,великосрпске шовинистичке хегемоније". Међутим, већина учесника дискусије није никада у целости прочитала овај незавршени документ. Ревијални лист Дуга је јуна 1989. године у специјалном броју штампао читав текст Меморандума и делове дискусија са Ванредне скупштине САНУ, са коментарима уредника. Тада је јавност могла да увиди да се углавном говори о економским и привредним питањима, а такође се и дају решења за политичку и друштвену кризу која је наступила у Југославији крајем 80-их.

## Гашење
Средином деведесетих већина угледних новинара престаје да пише за Дугу и прелази у друге листове. После 5. октобра БИГЗ запада у финансијску кризу, међутим Дуга наставља да излази све до јула 2003. године. када јe угашена. Последњи број који се појавио на киосцима био је 1794.